# Soyuz R
Soyuz R, también denominada Soyuz 7K-R (R de Razvedki, inteligencia) fue una nave espacial soviética propuesta por Sergéi Koroliov hacia finales de 1962 y destinada a realizar misiones militares. La Soyuz R, junto con la también militar Soyuz P, era una modificación de la Soyuz A destinada a misiones circumlunares. Las versiones militares fueron propuestas por Koroliov como parte de una estrategia para recabar apoyos y financiación de los estamentos militares, dominantes en la astronáutica soviética.

## Historia
La Soyuz R fue diseñada para realizar operaciones de inteligencia desde el espacio. El modo de operación consistiría en lanzar dos Soyuz R que se acoplarían en el espacio para formar un complejo de 13 toneladas, formando una miniestación espacial. El sistema estaría equipado con equipamiento de reconocimiento terrestre.
En principio la cúpula militar soviética apoyó el proyecto, conocedores del proyecto MOL estadounidense para construir una estación espacial militar.
El proyecto fue relegado por Koroliov (más interesado en los proyectos de exploración lunar) a la filial número tres de la oficina OKB-1, situada en Samara (antes llamada Kuibishev), dirigida por el diseñador jefe Dmitri Ilyich Kozlov.
El proyecto Soyuz R entró en competencia directa con el proyecto de estaciones militares Almaz, desarrollado por Chelomei. Finalmente, tras la muerte de Koroliov, el proyecto de Soyuz R fue cancelado.

## Especificaciones
- Tripulación: 2
- Longitud: 15 m
- Diámetro máximo: 2,72 m
- Volumen habitable: 18 m³
- Masa: 13000 kg